# Joseph Mill
Joseph Mill (França, 1837 — Rio de Janeiro, 1879), por vezes identificado como Jules Mill ou Júlio Mill, foi um caricaturista e ilustrador de periódicos brasileiros, fazendo litografias de caráter humorístico e crítico.

## Biografia
Nascido na França, mudou-se e estabeleceu-se no Rio de Janeiro, onde morreu por volta de 1879. Seu primeiro trabalho notório foi no Bazar Volante, fundado por Eduardo Rensburg em 1863, constituído por 8 páginas, das quais metade eram litografadas. Mill, como diretor artístico, ilustrava quase todo o semanário, incluindo as capas, muitas das quais com charges políticas. Várias das ilustrações mais expressivas e críticas estavam relacionadas à Guerra do Paraguai, período no qual suas caricaturas assumem traços bastante realísticos, principalmente no desenho do rosto, o que sugere que ele teria utilizado fotos das pessoas retratadas como referência. Apesar disso, podemos considerar seu traço de certa forma duro, se comparado com artistas da mesma época. A macrocefalia, a distorção dos corpos e a aparência cômica de suas caricaturas são traços que permeiam toda a sua carreira. É considerado o primeiro caricaturista a ousar dirigir críticas ao Império durante a Guerra, impondo uma mudança nas ideias difundidas pela revista e na sociabilidade dos caricaturistas que ecoaria durante anos. Ele contrata um antigo desenhista da Semana Illustrada, Flumen Junius. Juntos, eles passaram aos poucos a buscar não apenas a velha emancipação política da independência, mas a emancipação civil da abolição, da laicização e da república. Ao mesmo tempo, eles emanciparam a caricatura das redes imperiais, manifestando-se independentes e construindo um grupo de desenhistas cuja sociabilidade residia no interior do meio jornalístico. Após 4 anos de publicação, o Bazar Volante passa a se chamar O Arlequim, mais tarde se tornando A Vida Fluminense. 
Mill trabalhou também n’A Cigarra e n’A Bruxa, e também na folha ilustrada O Fígaro, do italiano Luis Borgomainerio, onde publicou um dos primeiros ensaios sobre a caricatura no Brasil. Foi substituído nessa revista por Cândido Aragonez de Faria, seu colega de profissão, em 1876.
Na década de 1870, também contribuiu com o periódico Ba-Ta-Clan, dirigido por seu conterrâneo Charles Berry. Grandes trabalhos seus também foram publicados n’O Mequetrefe, fundado por Eduardo Joaquim Correa e Pedro Lima em 1875, que durou até 1893.
Joseph Mill vai criar uma nova origem para a caricatura: em texto de 1876, ele considera que a caricatura antes de Angelo Agostini e João Pinheiro Guimarães havia sido embrionária, plagiária, com ideias mal concebidas. Assim, ele elimina tudo o que foi anterior a essa nova geração de caricaturistas. Apesar de ser um grande ilustrador, Mill não fugia dos padrões consagrados de Fleiuss.
Aparece pela primeira vez na imprensa carioca em 1858. Apresenta-se como pintor de paisagens na Exposição Artística de 1862 realizada no Paço da cidade do Rio de Janeiro e nas Exposições Gerais da Academia Imperial de Belas Artes de 1870, 1872, 1875 e 1876, alcançando, na maioria das vezes, considerações negativas da crítica carioca. Publicou desde 1864 a Revista Crítica da Exposição de Belas Artes, na qual parodiava os quadros expostos no Salão anual da Academia Imperial de Belas Artes, assim inaugurando uma prática posteriormente seguida por Angelo Agostini.
Em 1872 decorou um dos tetos do teatro lírico do Rio de Janeiro.  